# Klášter Miechów

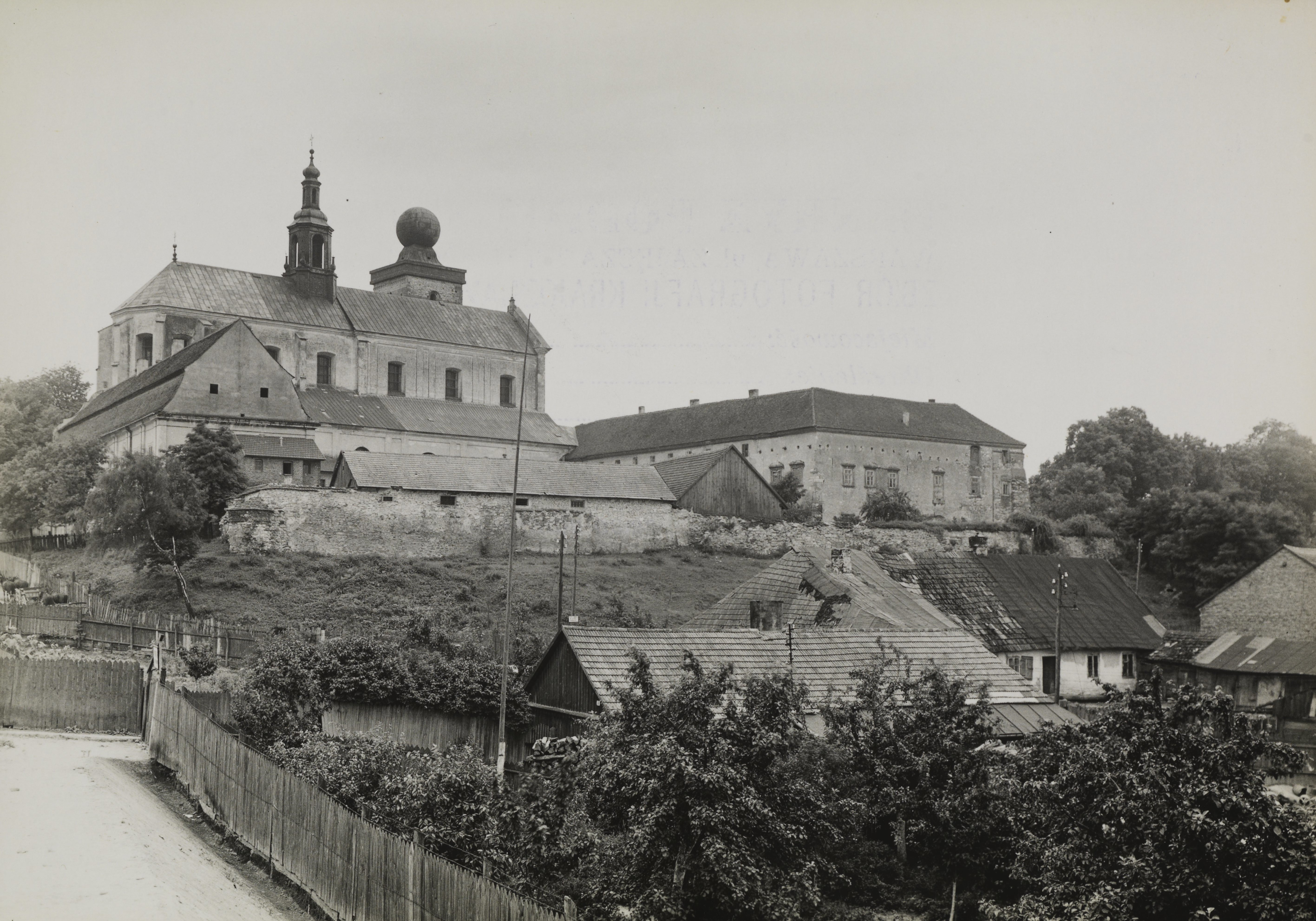
Klášterní komplex v Miechowě v roce 1936

Klášter řádu Kanovníků Božího hrobu v polském Miechowě v Malopolském vojvodství, byl založen šlechticem Jaksou z rodu Gryfitů již v roce 1163. Kanovnický řád v něm byl přítomen až do svého zrušení v roce 1819. Klášterní komplex existuje dodnes, skládá se především z kostela Božího hrobu, který je farním kostelem a od roku 1996 také papežskou bazilikou minor, budovy kláštera (dnes sídlo soudu a prokuratury) a budovy prelatury (sídlo farnosti a muzea). Miechów je také oficiálním sídlem polského místodržitelství Rytířského řádu Božího hrobu jeruzalémského.